# Seiji Sakaguchi
Seiji Sakaguchi (坂口征二?, Sakaguchi Seiji; Kurume, 17 febbraio 1942) è un ex wrestler ed ex judoka giapponese.
È noto per aver fatto parte delle promozioni New Japan Pro-Wrestling, World Wide Wrestling Federation e National Wrestling Alliance tra gli anni settanta e novanta.
Prima di diventare wrestler ha praticato con successo la disciplina del judo, dove è cintura nera quinto dan. Nel 1965 ha vinto la medaglia di bronzo ai mondiali maschili di quell'anno, venendo tuttavia accusato di aver venduto il match valido per l'argento a favore di Mitsuo Matsunaga.

## Carriera
Sakaguchi compì il suo debutto nel mondo del wrestling nell'agosto 1967 presso la Japan Pro-Wrestling Association. Dopo la chiusura della federazione, il 14 aprile 1973, si trasferì alla New Japan Pro-Wrestling (NJPW).
Dopo brevi esperienze nella World Wide Wrestling Federation (WWWF) e National Wrestling Alliance (NWA) negli anni ottanta fece ritorno in Giappone, dove concluse la sua carriera nel marzo 1990. Tra il 1992 e il 1993 ricoprì l'incarico di presidente della NWA.
Il 14 settembre 2003 tornò a combattere esclusivamente per un match quando fece coppia assieme a Masahiro Chono contro Yoshihiro Takayama e Shinya Makabe. A seguito del suo ritiro è divenuto un collaboratore della NJPW.

## Vita personale
I suoi figli Yukio Sakaguchi e Kenji Sakaguchi sono entrati rispettivamente nel mondo del wrestling e della televisione.

## Nella cultura di massa

### Filmografia
- Vendetta a Hong Kong (Forced Vengeance), regia di James Fargo (1982).

## Palmarès
- Mondiali

Rio de Janeiro 1965: oro negli 80 kg.

## Personaggio

### Mosse finali
- Atomic drop[3]
- Boston crab[3]
- Cobra Twist (Abdominal stretch)[3]

### Soprannomi
- Sekai no Arawashi

## Titoli e riconoscimenti
- Cauliflower Alley Club
  - Other honoree (1996)

- European Wrestling Union
  - EWU World Super Heavyweight Championship (1)

- Japan Pro-Wrestling Association
  - All Asia Tag Team Championship (1) - con Michiaki Yoshimura
  - NWA International Tag Team Championship (2) - con Giant Baba (1) e Kintaro Ohki (1)
  - NWA United National Championship (1)

- New Japan Pro-Wrestling
  - Asia Tag Team Championship (1) - con Strong Kobayashi[4]
  - NWA North American Tag Team Championship (Los Angeles/Japan version) (3) - con Antonio Inoki (1) e Strong Kobayashi (2)
  - NWF North American Heavyweight Championship (1)
  - WWF North American Heavyweight Championship (1, campione finale)
  - World League (1976-1977)
  - Greatest Wrestlers (Classe del 2007)[5]

- NWA Hollywood Wrestling
  - NWA North American Tag Team Championship (Los Angeles/Japan version) (2) - con Antonio Inoki (1) e Riki Choshu (1)
  - NWA United National Championship (1)
  - World Tag League (1971) - con Antonio Inoki
  - World Tag League (1972) - con Akihisa Takachiho

- NWA Polynesian Wrestling
  - NWA Polynesian Pacific Tag Team Championship (1) - con Lars Anderson

- Pro Wrestling Illustrated
  - PWI ranked him # 146 of the 500 best singles wrestlers of the PWI Years in 2003

- Tokyo Sports
  - Best Tag Team Award (1975) con Antonio Inoki[6]
  - Best Tag Team Award (1976) con Strong Kobayashi[6]
  - Fighting Spirit Award (1977)[6]
  - Lifetime Achievement Award (1990, 2012)[7][8]
  - Outstanding Performance Award (1976)[6]
  - Special Award (2003)[9]